# ミネアポリス連邦準備銀行
ミネアポリス連邦準備銀行（ミネアポリスれんぽうじゅんびぎんこう、Federal Reserve Bank of Minneapolis）は、アメリカ合衆国の連邦準備銀行のひとつ。ミネソタ州ミネアポリスに本店を置き、モンタナ州ヘレナに支店を構える。現在の総裁は、ニール・カシュカリ（Neel Kashkari、第13代総裁、2016年1月1日 - ）である。管轄は第9連邦準備区で、ウィスコンシン州北西部、サウスダコタ州、ノースダコタ州、ミシガン州の一部、ミネソタ州、モンタナ州が含まれる。12行ある連邦準備銀行のなかで、面積上は3番目の広さ、人口ベースでは834万9261人（2000年時点）と最も少ない。
地元のミネソタ大学経済学部と強い結びつきを持ち、ノーベル賞受賞経済学者のエドワード・プレスコットも両者に長く関わりを持つ。